# Parafia archikatedralna Wniebowzięcia Najświętszej Maryi Panny i św. Andrzeja Apostoła we Fromborku
Parafia archikatedralna Wniebowzięcia Najświętszej Maryi Panny i św. Andrzeja we Fromborku – rzymskokatolicka parafia dekanatu braniewskiego, przynależącego do archidiecezji warmińskiej. Erygowana 30 kwietnia 1304.